# Pakistan i olympiska sommarspelen 1996
Pakistan deltog i de olympiska sommarspelen 1996 med en trupp bestående av 24 deltagare, men ingen av landets deltagare erövrade någon medalj.

## Boxning
Lätt flugvikt
- Abdul Rashid Qambrani
  - 1/16 elimination; Förlorade mot Oleg Kiryukhin (UKR) på poäng 17:3

Lätt weltervikt
- Usmanullah Khan
  - 1/16 elimination; Förlorade mot Nordine Mouchi (FRA) KO i rond 1

Weltervikt
- Abdul Rasheed Baloch
  - 1/16 elimination; Besegrade Jesús Flores (MEX) på poäng 12:7
  - 1/8 elimination; Förlorade mot Nurzhan Smanov (KAZ) på poäng 13:9

Supertungvikt
- Safarish Khan
  - 1/16 elimination; Bye
  - 1/8 elimination; Förlorade mot Duncan Dokiwari (NGR) domaren stoppade tävlingen i rond 2

## Brottning
Lätt tungvikt, fristil
- Mohammad Bashir Bhola Bhala
  - Omgång 1; Förlorade mot Makharbek Khadartsev (RUS) på poäng 10:0

## Friidrott
Damernas längdhopp
- Shabana Akhtar
  - Kval, grupp B; 5,80m (→ gick inte vidare; slutade 16:e av 17 i gruppen)

Shabana Akhtar blev den första kvinnan från Pakistan att tävla i OS. 
Herrarnas släggkastning
- Aqarab Abbas
  - Kval, grupp B; 65,60m (→ gick inte vidare; slutade 16:e av 18 i gruppen)

## Landhockey
Herrar
Coach: Samiullah Khan
- Mansoor Ahmed (c)
- Tahir Zaman
- Khalid Mahmood
- Naveed Alam
- Rana Mujahid
- Danish Kaleem
- Mohammad Usman
- Mohammad Khalid
- Mohammad Shafqat
- Irfan Mahmood
- Mohammad Sarwar
- Rahim Khan
- Ali Raza
- Shahbaz Ahmad
- Mohammad Shahbaz
- Mohammad Anis

Gruppspel
| Lag       | Spelade | W | D | L | GF | GA | GD  | Poäng |
| --------- | ------- | - | - | - | -- | -- | --- | ----- |
| Spanien   | 5       | 4 | 0 | 1 | 14 | 5  | +9  | 8     |
| Tyskland  | 5       | 3 | 1 | 1 | 10 | 3  | +7  | 7     |
| Indien    | 5       | 2 | 2 | 1 | 8  | 3  | +5  | 5     |
| Pakistan  | 5       | 2 | 1 | 2 | 11 | 8  | +3  | 5     |
| Argentina | 5       | 2 | 0 | 3 | 9  | 13 | –4  | 4     |
| USA       | 5       | 0 | 0 | 5 | 3  | 23 | –20 | 0     |